# Zlatoust
Zlatoust (ruski:Златоуст), je grad u Čeljabinskoj oblasti u Rusiji. Nalazi se na rijeci Aj, u porječju rijeke Kame, 160 km zapadno od Čeljabinska, na 55°11′N 59°38′E / 55.183°N 59.633°E.
Korijen naziva: "злато" (starinskiji oblik) je u ruskome jeziku naziv za zlato i "уста" je naziv za "usta", pa bi bilo "zlatousti".
Broj stanovnika:
1910.: 21.000

1926.: 48.000

1939.: 99.000

1959.:161.000

1971.:181.000

2001.:199.000

## Povijest
Zlatoust je osnovan 1754. zbog izgradnje željezara. 1774. su radnici iz pogon napravili ustanak, predvođeni Jemeljanom Pugačovom.
Početkom 19. stoljeća, Pavel Petrovič Anosov je iskovao prve ruske oštrice od bulat čelika u Zlatoustu. Grad je poznat i po prvim topovima napravljenim od ruskog čelika.1903. godine, carske vlasti su grubo ugušile štrajk kojeg su organizirali zlatoustski radnici (vidi Zlatoustski pokolj).
Sovjeti su preuzeli nadzor nad Zlatoustom u ožujku 1918. Grad su držali pod nadzorom Bjelogardejci u razdoblju od lipnja 1918. do srpnja 1919. 13. srpanj 1919. Crvena armija je zauzela Zlatoust (vidi Zlatoustska operacija 1919.).
Za sovjetskog doba, Zlatoust je postao industrijski grad, koji se specijalizirao za metalurgiju, mehaničko inženjerstvo, proizvodnju oruđa, prehrambenu industriju i ostale industrije.
Zlatoust je bio i jedno od ruskih središta umjetničkog graviranja na kovini.

## Poznate osobe
- Anatolij Karpov, šahist, velemajstor i svjetski šahovski prvak.